# 秦康祥
秦康祥（1914年—1968年，一说1974年），字彦冲，原名仲祥，浙江宁波人，民国近代海派篆刻家、书法家、收藏家、金石学家、古文字学家。寓居上海。

## 生平
祖籍浙江鄞县，出生上海钱庄业世家，为钱业泰斗秦润卿族人。从小爱好书法篆刻金石，师事海派篆刻大师赵叔孺。用力之勤，功力之深，与张鲁庵齐名。 热衷古代印玺的收藏，一生广事收藏古玺印，藏有历代名家印玺三千余方，并编拓成谱发行于世。是杭州西泠印社的社员。
擅长诗文书画，也精通鼓琴。金石篆刻以精工的风格闻名于世。并热衷收藏历代竹刻，以竹器、印玺收藏之富驰名海内。

## 捐赠
秦康祥为海上大收藏家。曾收藏有十四床古琴，其中有唐代名琴“石上枯”，刻有“唐开元二年石上枯”，为唐代制琴大师雷霄所制真品，为传世稀世珍宝。另有元朝古琴一张，明朝古琴十张，清朝古琴二张。明朝古琴中，有一张墨漆古琴，为明朝皇族明宪宗朱见深第七子、衡王朱佑楎所藏。另一张明墨漆古琴，为明代制琴名家张敬修所藏。所有古琴于2006年由秦康祥之子秦秉年悉数捐赠予宁波天一阁。
　

## 代表著作
- 《松窗遗印》印谱二卷，1943年刊行，为集并辑褚德彝刻印而成，并自题扉页，陈定山作序，张鲁庵作跋[1]
- 《睿识阁古铜印谱》，十卷，1948年刊行[1]
- 《吝飞馆印存》，一册，1948年，为辑吴泽刻印而成[1]
- 《古笛斋印谱》，一册，1949年，为辑钱世权刻印而成[1]
- 《乔大壮印蜕》，两册，1950年[1]
- 《唐石斋花押印》，四卷
- 《濮尊朱佛斋印印》，是由自用印编撰而成
- 《竹刻集拓》
- 《竹人三录》
- 《藏竹小记》
- 《西泠印社志稿》，是与王福庵、孙智敏合编
- 编撰有《西泠印社小志》，并自行出资发行